# Alfred Rordame
Alfred Rordame (Akershus, 8 giugno 1862 – Salt Lake City, 30 novembre 1931) è stato un violinista ed astrofilo statunitense.
Alfred Rordame è stato un astrofilo statunitense di origine norvegese, di professione violinista. Fu membro della Società astronomica del Pacifico .

## Biografia
Si sposò nel 1890 con Gertrude Alice Buckeridge, i due ebbero sette figli . Morì in seguito ad un attacco cardiaco.

## Attività astronomica
Sebbene sia conosciuto praticamente solo per la sua coscoperta della cometa C/1893 N1 Rordame-Quenisset Rordame è stato un pioniere della fotografia astronomica riuscendo a fotografare per primo le nubi di Venere  .